# Альстен (острів)

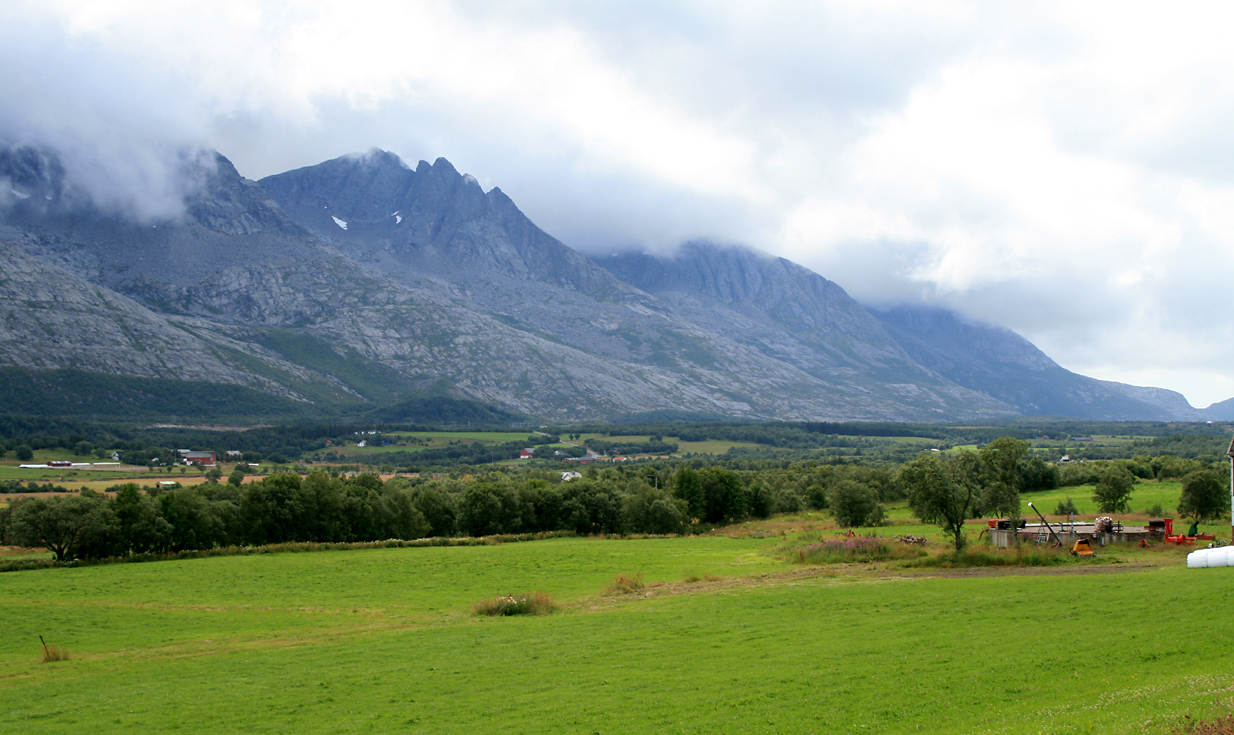
Низина на острові Альстен біля хребта Семи сестер

Альстен (норв. Alsten) — острів у комуні Алстагеуг, у фюльке Нурланн у Норвегії. На острові є місто Саннесшеен і гірський хребет Семи сестер.
Найвища гора острова Ботнкрона (норв. Botnkrona) заввишки 1072 м.